# دجيفين دوجي
دجيفين دوجي (Dziewin Duży) هي قرية في المنطقة الإدارية غمينا غيزاوكي في مقاطعة بليشيف في محافظة بولندا الكبرى في وسط غرب بولندا. تقع حوالي 14 كم إلى الشرق من غيزاوكي و23 كم إلى الشمال الشرقي بليشيف و82 كـم (51 ميل)كم إلى الجنوب الشرقي من العاصمة الإقليمية بوزنان.